# Venturia pastranai
Venturia pastranai là một loài tò vò trong họ Ichneumonidae.